# Juvincourt-et-Damary
Juvincourt-et-Damary är en kommun i departementet Aisne i regionen Hauts-de-France i norra Frankrike. Kommunen ligger  i kantonen Neufchâtel-sur-Aisne som ligger i arrondissementet Laon. År 2022 hade Juvincourt-et-Damary 608 invånare.

## Befolkningsutveckling
Antalet invånare i kommunen Juvincourt-et-Damary
Referens: INSEE